# فورد فالكون (ارجنتين)
فورد فالكون  (بالإنجليزية: Ford Falcon)‏ هي سيارة أنتجت في 1962م وتوقف إنتاجها في 1991م.